# Loi du 10 janvier 1936 sur les groupes de combat et milices privées
La loi du 10 janvier 1936 sur les groupes de combat et milices privées est une loi française qui est promulguée le 10 janvier 1936 afin de donner au président de la République la possibilité de dissoudre certains groupes présents sur le territoire français. Elle est votée en réaction aux ligues d'extrême droite, responsables notamment de l'émeute du 6 février 1934.
La loi est aujourd'hui abrogée.
Ses dispositions ont été codifiées en 2012 à l'article L. 212-1 et suivants du Code de la sécurité intérieure en ce qui concerne les critères de dissolution, et en 1992 à partir de l'article 431-15 du Code pénal en ce qui concerne les sanctions pénales liées à la dissolution.

## Histoire

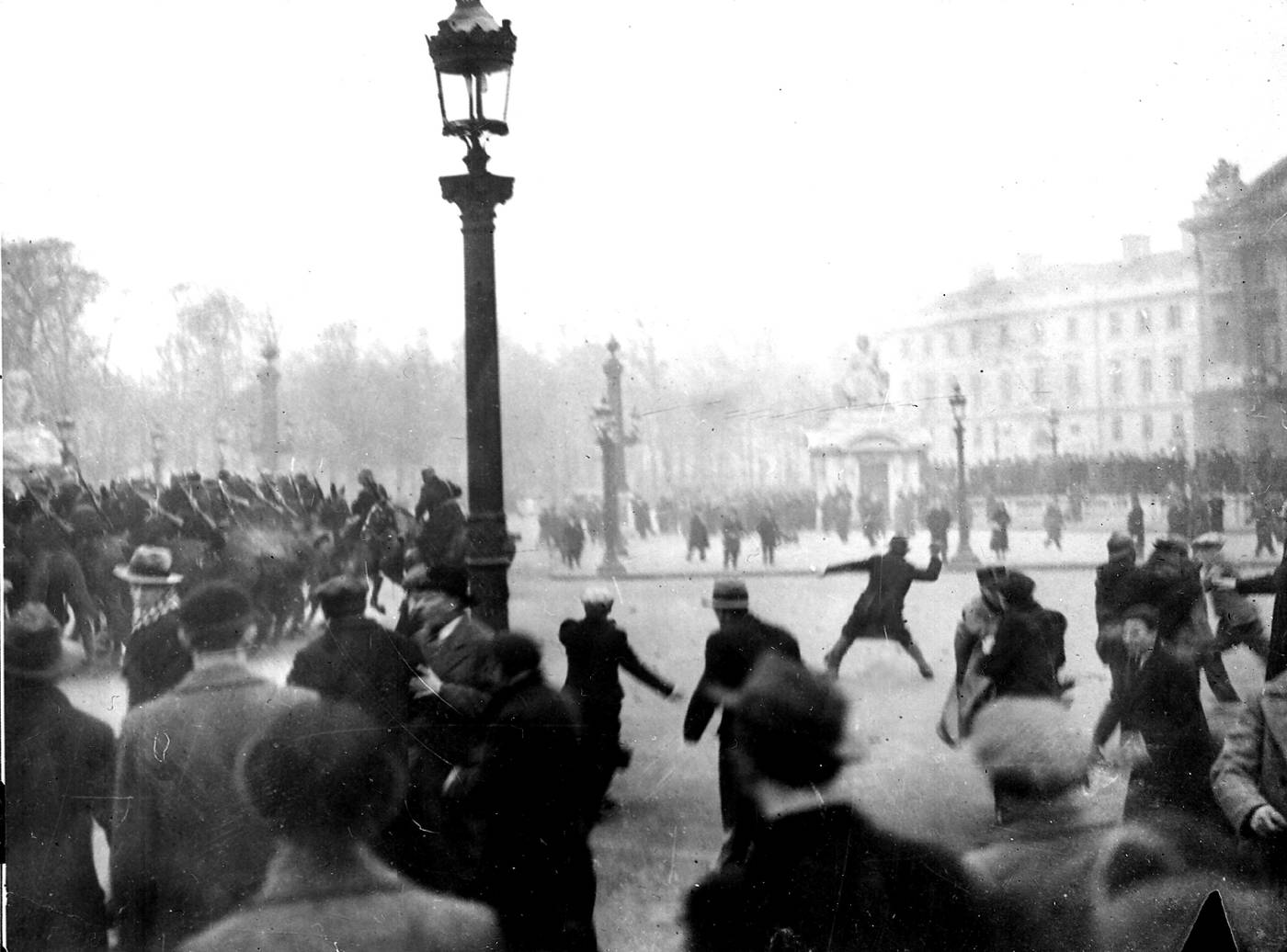
L'émeute du 6 février 1934 sur la place de la Concorde a provoqué le vote de la loi du 10 janvier 1936.

C'est une loi de circonstance, votée en réaction aux ligues d'extrême droite, responsables notamment de l'émeute du 6 février 1934.
La dissolution des associations était déjà prévue par la loi du 1er juillet 1901, renforcée par le décret-loi du 23 octobre 1935, mais son application s'est révélée inefficace. La loi du 10 janvier 1936 a permis d'y remédier pour dissoudre les ligues.
Une ordonnance du 22 décembre 1960, dans le contexte de la guerre d'Algérie, a rendu les dispositions de cette loi applicables aux organisations provoquant en Algérie « des manifestations contraires à l'ordre public, lorsque ces manifestations ont été interdites par l'autorité compétente », ainsi que celles manifestant « leur solidarité, soit par des prises de position publique, soit dans l'action » avec des organisations dissoutes.
Elle a ensuite été utilisée pour dissoudre des organisations poursuivant d'autres buts : indépendantistes (algériennes, malgaches, bretonnes, corses, basques, antillaises, alsaciennes, kurdes, vietnamiennes, camerounaises), liées à la collaboration pendant l'occupation allemande, anti-indépendantistes pendant la guerre d'Algérie, d'extrême gauche, suprémacistes noires, ou encore islamistes.
En 2021, d'après l'historien Nicolas Lebourg, en omettant les associations islamistes locales et en ne conservant que les mouvements politiques, le bilan de toutes les dissolutions montre qu'elles concernent à 53 % l'extrême droite, le reste étant réparti entre l'extrême gauche et les mouvements séparatistes.
Une autre procédure de dissolution administrative d'associations et de groupements de fait a été créée après les attentats du 13 novembre 2015 ; elle a été introduite par la loi no 2015-1501 du 20 novembre 2015, qui a créé un article 6-1 à la loi no 55-385 du 3 avril 1955 relative à l'état d'urgence,.

## Critères
Les critères permettant la dissolution d'une organisation sont définis à l'article L. 212-1 du Code de la sécurité intérieure, reprenant l'article 1er de la loi du 10 janvier 1936. Peuvent ainsi être dissous les associations ou groupements de fait :
1. « qui provoquent à des manifestations armées ou à des agissements violents à l'encontre des personnes ou des biens » ;
2. « qui présentent, par leur forme et leur organisation militaires, le caractère de groupes de combat ou de milices privées » ;
3. « dont l'objet ou l'action tend à porter atteinte à l'intégrité du territoire national ou à attenter par la force à la forme républicaine du gouvernement » ;
4. « dont l'activité tend à faire échec aux mesures concernant le rétablissement de la légalité républicaine » (après le régime de Vichy) ;
5. « qui ont pour but soit de rassembler des individus ayant fait l'objet de condamnation du chef de  collaboration avec l'ennemi, soit d'exalter cette collaboration » ;
6. « qui, soit provoquent ou contribuent par leurs agissements à la discrimination, à la haine ou à la violence envers une personne ou un groupe de personnes à raison de leur origine, de leur sexe, de leur orientation sexuelle, de leur identité de genre ou de leur appartenance ou de leur non-appartenance, vraie ou supposée, à une ethnie, une nation, une prétendue race ou une religion déterminée, soit propagent des idées ou théories tendant à justifier ou encourager cette discrimination, cette haine ou cette violence » ;
7. « qui se livrent, sur le territoire français ou à partir de ce territoire, à des agissements en vue de provoquer des actes de terrorisme en France ou à l'étranger ».

La dissolution d'une organisation peut donc intervenir pour ses activités, sa forme d'organisation, ou ses buts.

## Procédure
La dissolution est prononcée par décret du président de la République en Conseil des ministres. Elle peut être contestée devant le Conseil d'État, lequel peut l'annuler par un arrêt.

## Modifications
Cette loi est modifiée à plusieurs reprises après son entrée en vigueur en 1936 :
- 1941 : Elle est abrogée par le régime de Vichy et remplacée par la loi du 11 juillet 1941[5].
- 1944 : À la Libération, elle est rétablie par l'ordonnance relative au rétablissement de la légalité républicaine, qui abroge la loi du 11 juillet 1941[6].
- Ajouts de critères de dissolution à son article 1er :
  - 1944 : Une ordonnance ajoute un 4e critère (entrave au rétablissement de la légalité républicaine) et complète son article 3[7].
  - 1951 : La loi portant amnistie de certains faits de collaboration ajoute un 5e critère[8].
  - 1972 : La loi relative à la lutte contre le racisme ajoute un 6e critère[9].
  - 1986 : La loi relative à la lutte contre le terrorisme ajoute un 7e critère[10].
- 1992 : Les dispositions de ses articles 2 et 3 (relatifs, respectivement, aux peines applicables en cas de maintien ou de reconstitution d'un groupe dissous, et à la confiscation des biens appartenant à ces groupes) sont intégrées à partir de l'article 431-15 du Code pénal[β] par une des lois opérant la refonte complète de ce code, celle introduisant le titre IV relatif aux crimes et délits contre la nation, l'État et la paix publique[11]. Une loi relative à l'entrée en vigueur de ce nouveau Code pénal[12] abroge ensuite les deux articles de la loi de 1936 ainsi codifiés.
- 2009 : Une ordonnance recrée dans la loi de 1936 un article 2 la rendant applicable dans les collectivités d'outre-mer (régies par l'article 74 de la Constitution) et en Nouvelle-Calédonie[13].
- 2012 : Une ordonnance[14] abroge ses 2 articles restants, et codifie le premier à l'article L. 212-1 du Code de la sécurité intérieure[α].
- 2021 : La loi confortant le respect des principes de la République modifie ses 1er, 3e et 6e critères et ajoute un nouvel article L. 212-1-1 prévoyant que peuvent être imputés à une organisation certains agissements commis par ses membres[15] (elle ajoute également un article L. 212-1-2 afin de permettre la suspension, à titre conservatoire, des activités d'une organisation, mais ces dispositions sont jugées contraires à la liberté d'association par le Conseil constitutionnel[16])[e].